# Lago Tisza
El lago Tisza o lago Tisa (en húngaro: Tisza-tó), también conocido como embalse Kisköre (en húngaro: Kiskörei-víztározó), es el mayor embalse o lago artificial de Hungría. Se encuentra en el extremo sureste del condado de Heves, junto a los condados de Borsod-Abaúj-Zemplén, Hajdú-Bihar y Jász-Nagykun-Szolnok.
Como parte del proyecto en curso de control de inundaciones del río Tisza, el embalse fue construida en 1973. Su llenado se terminó en la década de 1990, dando como resultado una superficie de agua de 127 km². El lago tiene 27 km de longitud, con una profundidad media de 1,3 metros y una profundidad máxima de 17 m, contando con 43 km² de pequeñas islas.
Tras la finalización de la presa, los húngaros comenzaron a acudir al lugar para sus vacaciones, ya que se compara favorablemente con el abarrotado y caro lago Balaton, el tradicional lugar  de vacaciones húngaro. Como resultado, se ha desarrollado  una buena infraestructura turística en el lago-embalse y el gobierno lo ha señalado como destino turístico.
El lago (o embalse) ha propiciado una nueva ecología local con buena diversidad de aves, plantas y animales.